# Данієл Фернандіш
Данієл Марсіу Фернандіш (порт. Daniel Márcio Fernandes, нар. 25 вересня 1983, Едмонтон, Канада) — португальський футболіст, що грає на позиції воротаря.
Виступав, зокрема, за клуб ПАОК, а також національну збірну Португалії.

## Клубна кар'єра
Вихованець футбольної школи клубу «Порту».
У дорослому футболі дебютував 2001 року виступами за команду клубу «Порту» Б, в якій провів один сезон.
Згодом з 2002 по 2004 рік грав у складі команд клубів «Сельта Віго» та «Ян» (Регенсбург).
Своєю грою за останню команду привернув увагу представників тренерського штабу клубу ПАОК, до складу якого приєднався 2004 року. Відіграв за клуб із Салонік наступні чотири сезони своєї ігрової кар'єри. Більшість часу, проведеного у складі ПАОКа, був основним голкіпером команди.
Протягом 2008—2016 років захищав кольори клубів «Бохум», «Зеніт», «Іракліс», «Панатінаїкос», «Пансерраїкос», «ЧФР Клуж», «Твенте», ОФІ, «Пантракікос», «Сан-Антоніо Скорпіонс» та «Райо Оклахома-Сіті».
З 2017 року виступає у клубі «Ліллестрем».

## Виступи за збірні
2006 року залучався до складу молодіжної збірної Португалії. На молодіжному рівні зіграв у 2 офіційних матчах.
2007 року дебютував в офіційних матчах у складі національної збірної Португалії. Протягом кар'єри у національній команді, яка тривала 4 роки, провів у формі головної команди країни лише 2 матчі.
У складі збірної був учасником чемпіонату світу 2010 року у ПАР.